# 平大室
平大室（たいらおおむろ）は、福島県いわき市の大字である。郵便番号は970-8013。

## 地理
いわき市中央部の平地区に属し、地区内北部に位置する。北東で平上片寄、東で平上神谷、南東で平鎌田、南西で平鯨岡、西で平幕ノ内、平中塩、北西で平四ツ波とそれぞれ隣接する。概ね町村制施行以前の磐城郡大室村の流れを汲む地域である。北側の大室山より続く丘陵地帯の尾根に挟まれた区域であり、谷筋に水田が広がり住宅が点在する。内郷御厩町に所在するいわき中央警察署及び平字正内町に所在する平消防署がそれぞれ管轄にあたる。

### 主な字
字
- 白土
- 井戸作

- 古堂

## 歴史
- 1879年1月27日 - 平藩領大室村が福島県内における郡区町村制の施行により磐城郡の村となる。
- 1889年4月1日 - 町村制の施行により大室村が四ツ波村、幕之内村、鯨岡村、上平窪村、中平窪村、下平窪村、中塩村と合併し、磐城郡平窪村が発足する。旧大室村域は平窪村の大字となる[4]。
- 1896年4月1日 - 磐城郡と周辺郡との合併により石城郡が発足し、石城郡平窪村となる。
- 1937年6月1日 - 平窪村が平町と合併して平市となり、平市の大字となる。
- 1966年10月1日 - 平市が磐城市・常磐市・内郷市・勿来市、石城郡小川町・遠野町・四倉町・川前村・田人村・好間村・三和村、双葉郡久之浜町・大久村と合併しいわき市となり、いわき市平地区の大字となる。

## 世帯数と人口
2023年10月31日現在の世帯数と人口は以下の通りである。
| 大字   | 世帯数 | 人口 |
| ------ | ------ | ---- |
| 平大室 | 14世帯 | 46人 |

## 小・中学校の学区
市立小・中学校に通う場合、学区は以下の通りとなる。
| 番地 | 小学校                 | 中学校                 |
| ---- | ---------------------- | ---------------------- |
| 全域 | いわき市立平第二小学校 | いわき市立平第二中学校 |

## 交通

### 道路
- 一級市道下平窪鎌田線

## 施設
- 浄土宗大運寺
- 出羽神社